# Escut de Suècia
L'escut de Suècia són les armes de la casa reial.

## Blasonamenti significat
És un escut d'atzur quarterat mitjançant una creu estreta patent d'or. Al primer i al tercer quarters, tres corones obertes d'or posades 2, 1 (aquestes, timbrades amb la corona reial, són les armes petites, símbol nacional suec des d'Albert de Mecklemburg, al segle xiv); al segon i al tercer quarters, tres barres ondades d'argent i, ressaltant, un lleó coronat a l'antiga d'or, lampassat i armat de gules (senyal de la dinastia Folkunga, regnant als segles xiii-xiv). Sobre el tot, un escussó partit: al primer, les armes dels Vasa, casa regnant als segles xvi-xvii (tercejat en banda: el primer d'atzur, el segon d'argent i el tercer de gules; ressaltant, una garba d'or); al segon, les de la Casa de Bernadotte, dinastia regnant des de la segona meitat del segle xix (d'atzur, un pont de tres arcs torrejat movent d'un peu ondat, tot d'argent, sobremuntat d'una àguila imperial d'or acompanyada al cap per set estrelles d'or disposades com la constel·lació de l'Ossa Major). L'escut, timbrat amb la corona reial.
Com a suports de l'escut, dos lleons reguardants d'or amb la cua forcada, coronats amb corona reial i lampassats i armats de gules. Acoblat darrere l'escut i envoltant-lo, el collar de l'Orde del Serafí, la màxima condecoració de Suècia. Tot plegat, damunt un mantell de gules amb folre d'ermini embellit d'or, timbrat amb la corona reial.

## Versions de l'escut

Armes reials grans
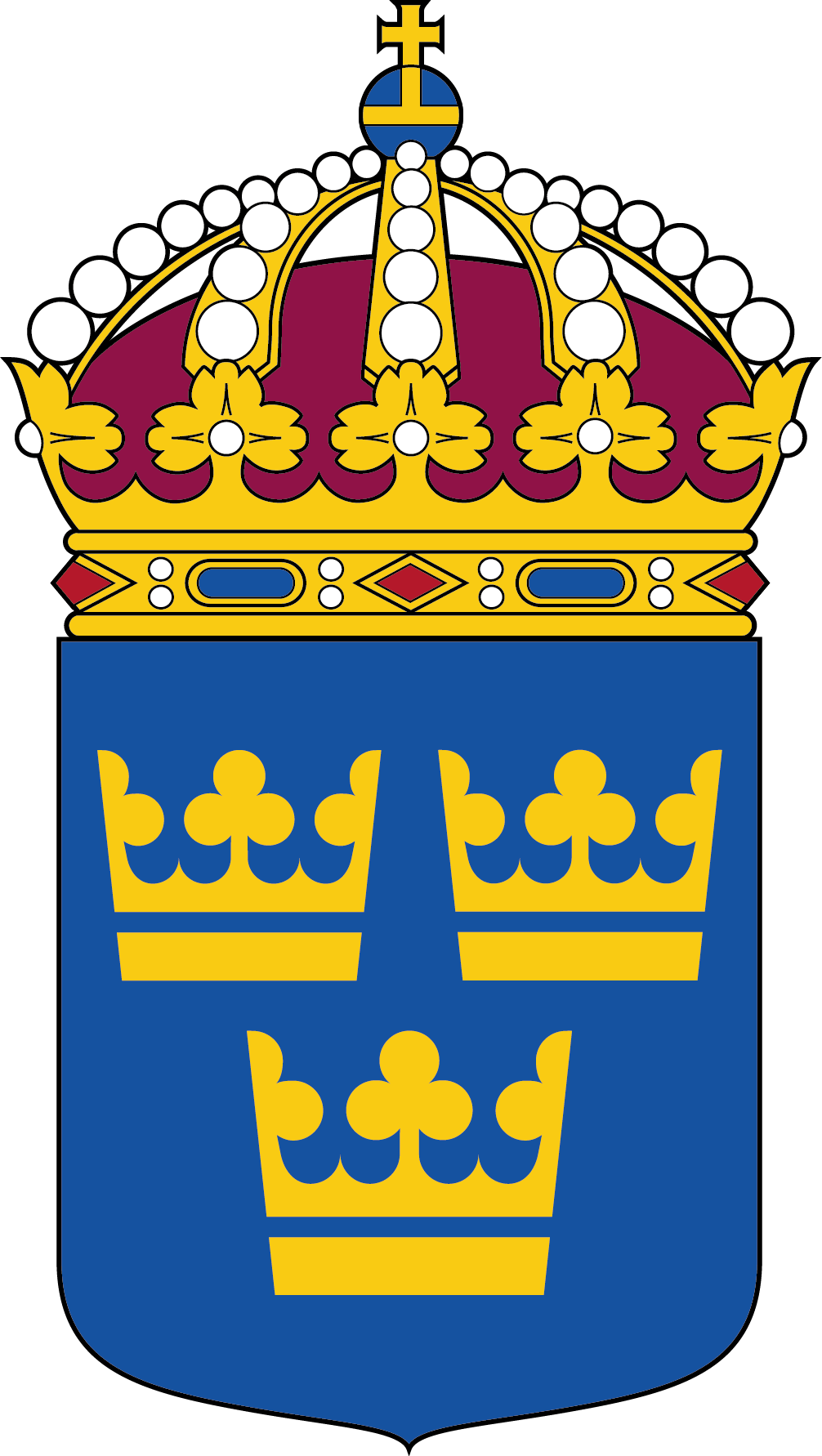
Armes reials petites

Hi ha dues variants: l'escut complet o sencer (en suec stora riksvapnet, 'armes reials grans') i el simplificat o estricte (lilla riksvapnet, 'armes reials petites'); totes dues són igualment oficials, si bé les primeres són les armories del rei i les segones les utilitzades pel Govern i les institucions estatals.